# Клингспор, Мориц
Граф Вильгельм Мориц Клингспор (швед. Wilhelm Mauritz Klingspor; 7 декабря 1744 — 15 мая 1814) — шведский военачальник, фельдмаршал (1808).

## Биография
Ещё довольно юным служил в рядах французской армии в Семилетней войне, а в сражении при Росбахе, в рядах австрийской армии, «взял первый урок отступать», по выражению М. М. Бородкина. 
Во время русско-шведской войны 1788—1790 гг. Клингспор занимал должность генерала-кригскомиссара шведской армии и в конце 1790 года был назначен главнокомандующим в Финляндии. Вскоре Клингспор представил королю Густаву-Адольфу план обороны Финляндии (увеличение шведских войск до 25 тысяч, укрепление Тавастгуста и Саволакского района и пр.). 
В 1795 году, в виду обостренности отношений между Швецией и Россией, Клингспор по собствен. инициативе мобилизовал войска. Однако, ему не удалось осуществить намеченные планы по усилению обороны Финляндии, что имело огромное влияние на ход военных действий во время русско-шведской войны 1808—1809 гг. Клингспор с самого начала военных действий был связан стратегическими планами, составленными в Стокгольме. Зависимость от королевских инструкций, понимание малочисленности и неподготовленности подчиненных ему сил, в связи с увеличением численности противника, — всё это усилило нерешительность Клингспора. Он в присутствии многих не стеснялся говорить, что «не берет на себя защиту Финляндии против превосходящих сил России» и едва узнал о переходе русских войск через границу, как признал, что «Финляндия пропала». 
Прибыв к армии под Тавастгустом, Клингспор тотчас же приказал отступать к Улеаборгу и донес королю, что «заставить неприятеля отступить, атакуя его с фронта, невозможно в местности, покрытой глубоким снегом, в котором тонут солдаты, и где никогда нельзя выставить более одной пушки и одного взвода», как будто на этой же местности и при этих же условиях не действовал и противник. Избранный им путь отступления также не оправдывается историками. Вместо того, чтобы идти по восточному ближнему пути через Новяскюль, он двинулся по значительно более удаленной от побережья дороге, рассчитывая, что так будет легче достать провиант. Отступление скоро превратилось в бегство, во главе которого стоял сам Клингспор, скакавший впереди армии «в воске, наполненном подушками» и посылавший королю одну за другою просьбы об отставке. 
Значительные подкрепления, полученные Клингспором, и обнаружившаяся малочисленность русских отрядов побудили, наконец, его остановиться и перейти в наступление. Однако, частным успехам в сражениях при Сиккаиоки, при Револаксе и при Пулкила, за которые Клингспор был сделан фельдмаршалом, шведы были обязаны вовсе не Клингспору, который не сумел их даже использовать. 
Разбитый при Куортане и Оровайсе, Клингспор окончательно упал духом и просил короля разрешить ему перевезти армию через Ботнический залив в Швецию. Разрешение было дано, но только на отъезд самого Клингспора, который сдал командование армией генералу Клеркеру.
Прибыв в шведскую столицу, примкнул к партии недовольных и участвовал в свержении короля Густава IV (1809 год).